# Баженова, Ольга Дмитриевна
О́льга Дми́триевна Баженова (24 февраля 1956, Вологда) ― белорусский искусствовед, исследователь типологии культуры, доктор искусствоведения.

## Биография
Окончила Институт живописи, скульптуры и архитектуры им. И. Е. Репина Академии художеств ССР (1980).
С 1989 года преподавала в Белорусском политехническом ун-те, с 1996 года ― в Европейском гуманитарном университете (Минск), в дальнейшем профессор кафедры искусства Белорусского государственного ун-та. Кандидат искусствоведения по теме «Монументальные ансамбли Белоруссии XVIII века» (1985), доктор искусствоведения по теме «Монументально-декоративное искусство Несвижа» (2013). Награждена грамотой папы Римского Бенедикта XVI (2007) и медалью преподобной Ефросинии Полоцкой (2009).
Научные интересы: типология искусства, искусство белорусского барокко, белорусская иконопись, религиозная, портретная живопись. Автор более ста публикаций о культуре Беларуси, истории белорусского искусства. Составитель, автор текста и комментариев фундаментального издания «Радзивиллы. Альбом портретов XVIII―XIX веков» (2010). Участник ряда научных конференций, национальных и международных проектов.

## Некоторые работы
- Радзивилловский Несвиж. Росписи костела Божьего Тела. — Мн., 2007
- Обретение образа: православная белорусская культура в славянском мире. ― Мн., 2009
- Искусство интерьера. История. Стилеобразование. Учебное пособие. ― Мн., БГУ, 2012
- Белорусы Москвы. XVII век. ― Мн., 2013